# Gestores Pro Amnistia

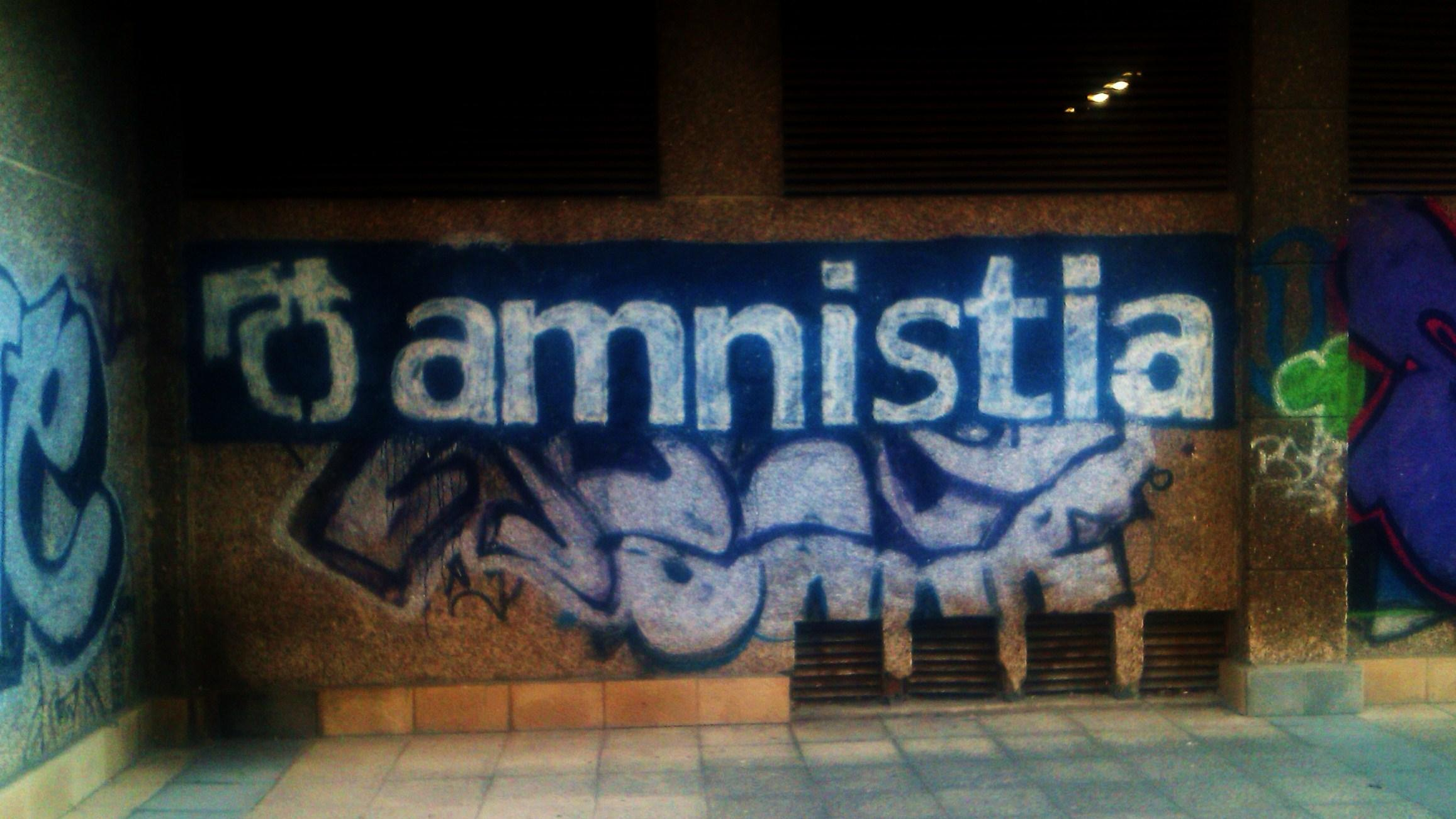
Graffiti reclamant l'amnistia dels presos polítics bascos, amb el logotip de l'organització.

Gestores Pro Amnistia (en basc: Amnistiaren Aldeko Batzordeak, en castellà: Gestoras Pro Amnistía) va ser una organització d'ajuda i solidaritat amb els presos d'ETA i els seus familiars. Els seus antecedents estan en la Comissió Pro Amistia, organització creada el 1976 per a aconseguir l'amnistia dels presos polítics del franquisme. Aquesta amnistia, es va aconseguir parcialment el juliol de 1976 i va ser ampliada al març i maig de l'any següent. Va afectar per igual a tots els presos polítics del franquisme, tinguessin o no delictes de sang. Tots els presos etarres van ser excarcerats.
Gestores Pro Amnistia es va fundar dos anys després, el 1979. El 19 de desembre de 2001, Baltasar Garzón, jutge instructor de l'Audiència Nacional d'Espanya va declarar il·legal l'organització, entenent que formava part orgànica d'ETA. Des de la seva il·legalització, la tasca que realitzava ha passat a les mans de les organitzacions Senideak i Etxerat. Actualment s'anomena Askatasuna.
Eduardo Chillida, que va militar a la Comissió en els seus inicis, va ser qui va dissenyar el logotip de l'organització. En entrevistes posteriors l'escultor va afirmar no haver estat mai d'acord amb ETA i va qualificar de bogeria l'activitat terrorista de la banda després d'establerta la democràcia.